# نصف قطر تساهمي

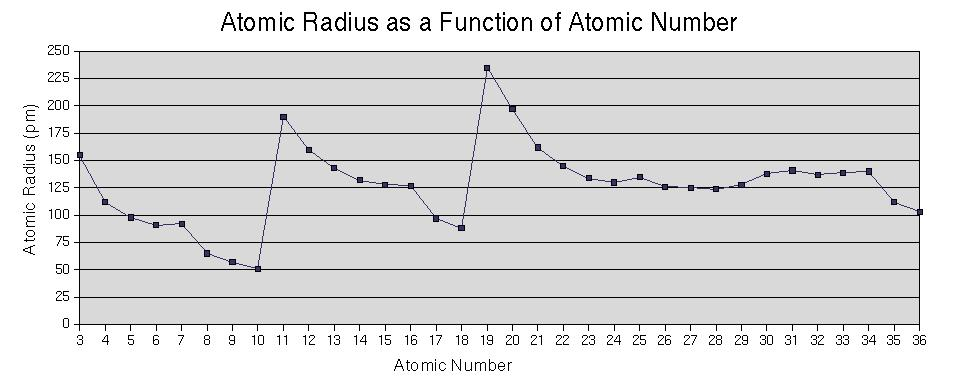

يمثل نصف القطر التساهمي في الكيمياء نصف المسافة بين نواتي ذرتين ، مترابطتين عن طريق رابطة تساهمية . ويتم قياسها عن طريق pm أو Å.